# Saulius Skvernelis

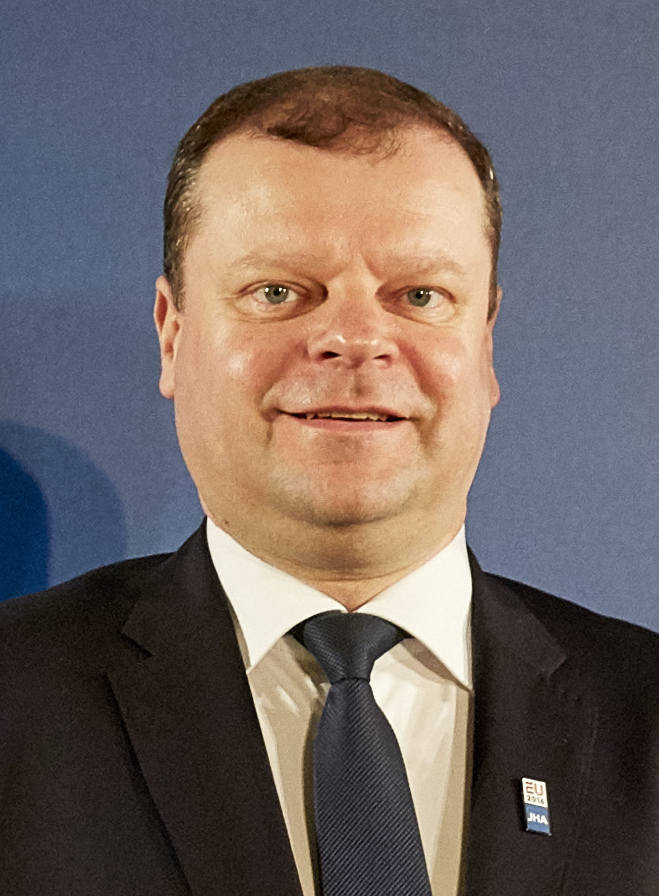
Saulius Skvernelis

Saulius Skvernelis, född 23 juli 1970 i Kaunas, Litauiska SSR, Sovjetunionen, är en litauisk politiker. Han var premiärminister i Litauen mellan 2016 och 2020.
Under tiden som premiärminister representerade han bonde- och miljöpartiet LVZS.
Skvernelis började som kvarterspolis 1998 och utnämndes till Litauens polisöverdirektör år 2011. Han blev inrikesminister 2014 och därefter premiärminister 22 november 2016, då han efter parlamentsvalet övertog posten efter Algirdas Butkevičius. Skvernelis anses ha en EU-vänlig agenda.